# アベル・タスマン

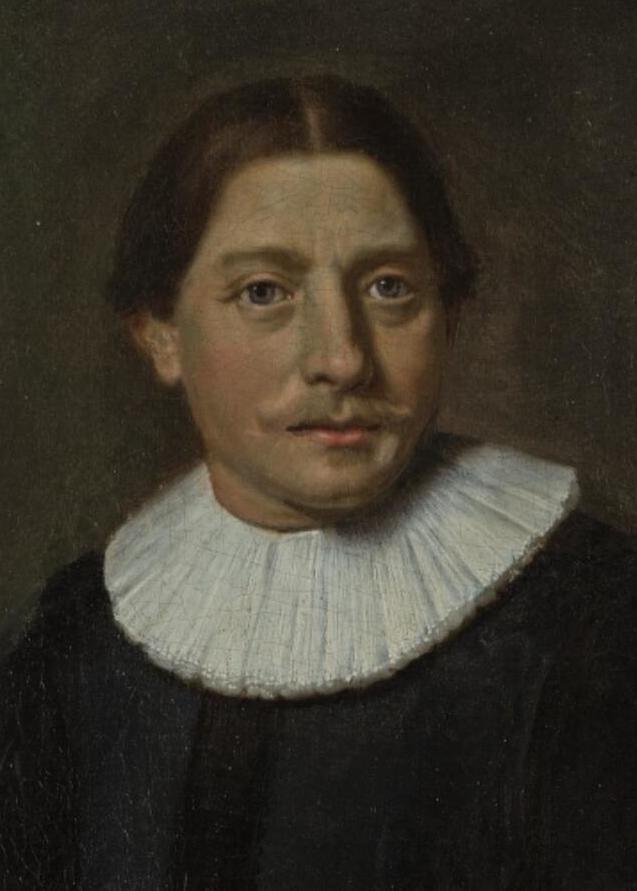
アベル・タスマン

アベル・ヤンスゾーン・タスマン（蘭: Abel Janszoon Tasman、1603年 - 1659年10月10日）は、オランダの探検家。特にオランダ東インド会社（VOC）の元で行った1642年と1644年の航海が有名である。 1643年には現在のタスマニア島とニュージーランド、フィジーへ到達した最初のヨーロッパ人となった。

## 略歴

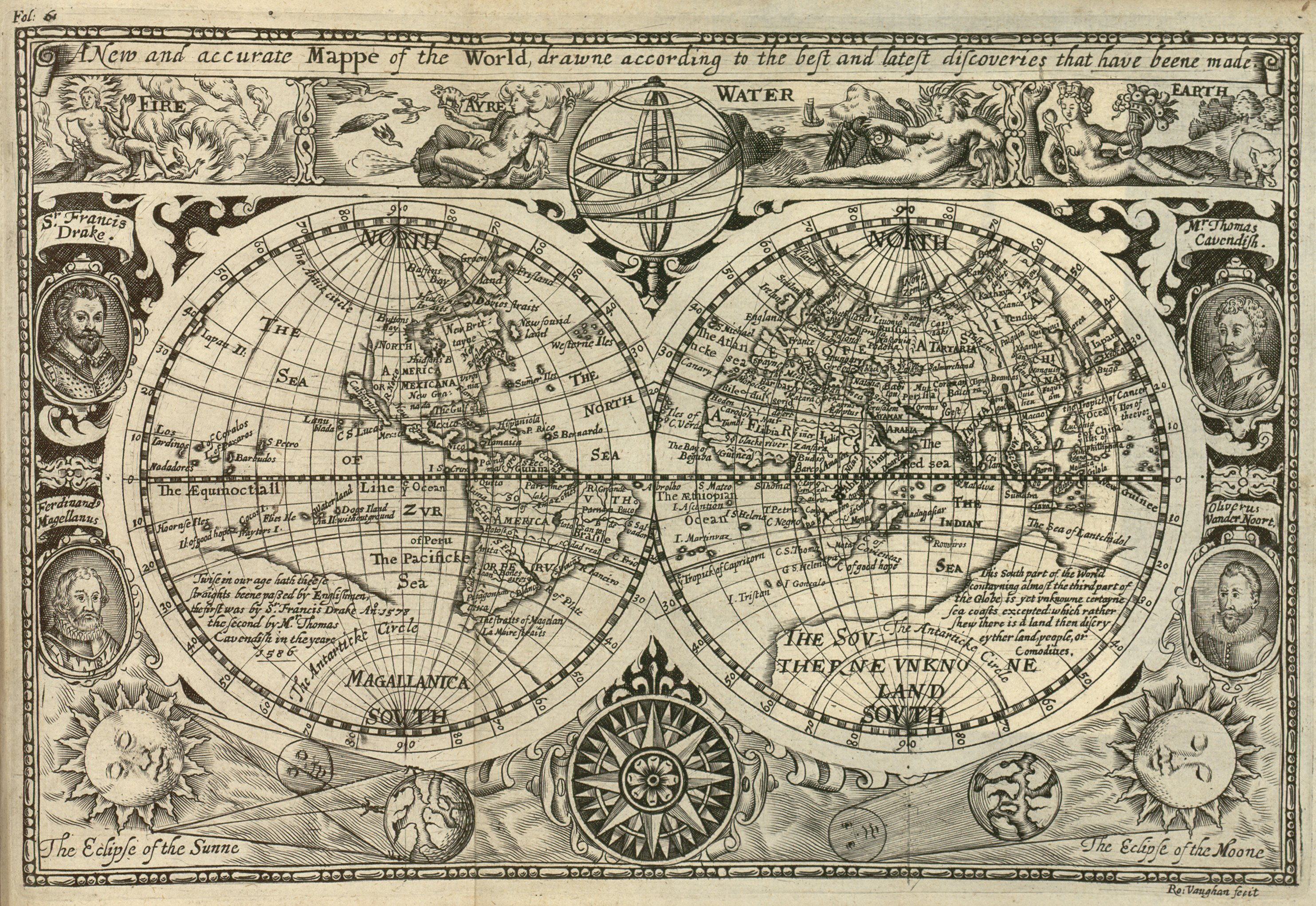
1628年の世界地図。新たに発見されたNew Holland（新オランダ、オーストラリアの西海岸）はメガラニカの一部と思われていた。

1603年、フローニンゲン州の小さな村である Lutjegast で生まれる。
1633年にオランダ東インド会社への勤務でバタヴィア（現在のジャカルタ）へ赴任、4年後にアムステルダムへ帰国後、さらに10年の契約で妻とバタヴィアへ再赴任した。
1639年に、マティス・クワストの指揮する北太平洋の探検に副官として参加し、船団の内の一つの船を指揮した。この航海は、当時噂となっていた日本の東海上にあるといわれた金と銀に恵まれた2つの島の探索であった。この航海では出島へも寄港し、北は北海道南端あたり、東は日付変更線あたりまでを探索し、7月21日には小笠原諸島の父島と母島を最初に望見したヨーロッパ人となっている。
1642年にオランダ東インド会社の指示により、当時未確認であったテラ・アウストラリスの海岸線の探検に出ることになる。

## 航海

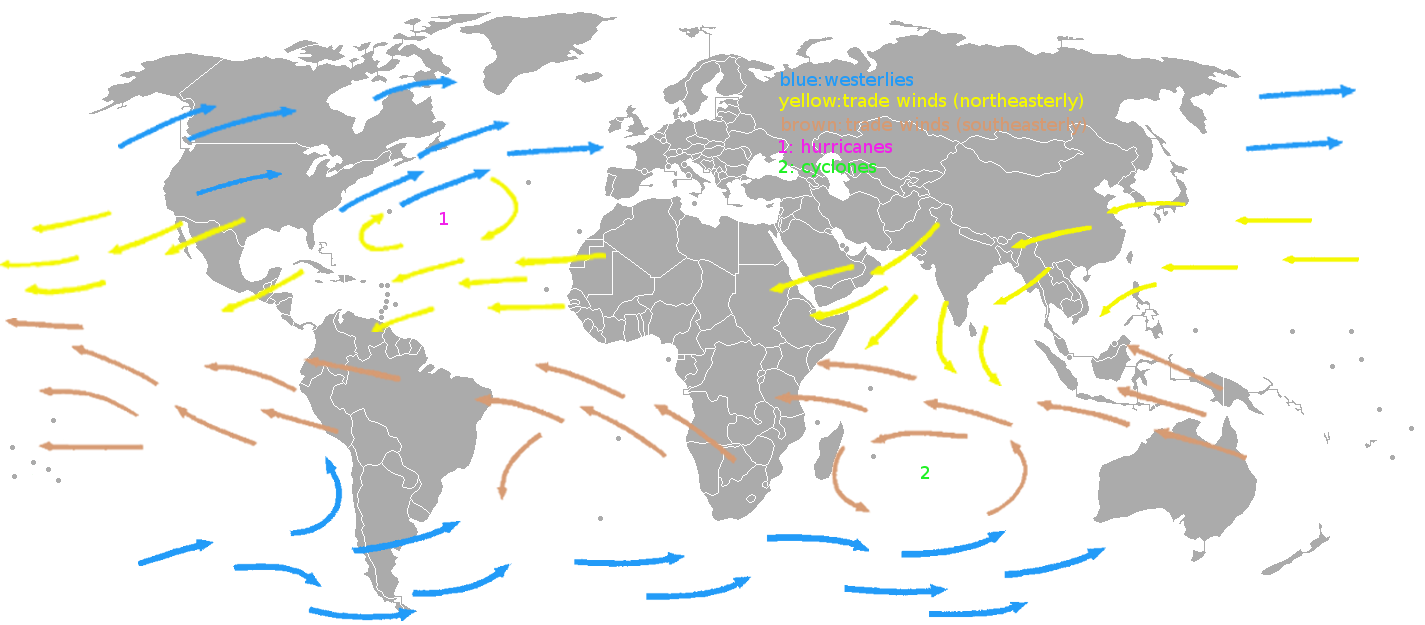
貿易風

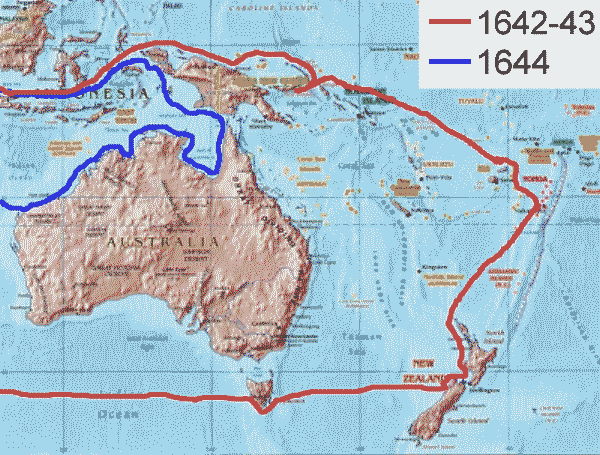
赤：1642-43年の航路（反時計回り）
青：1644年の航路（時計回り）

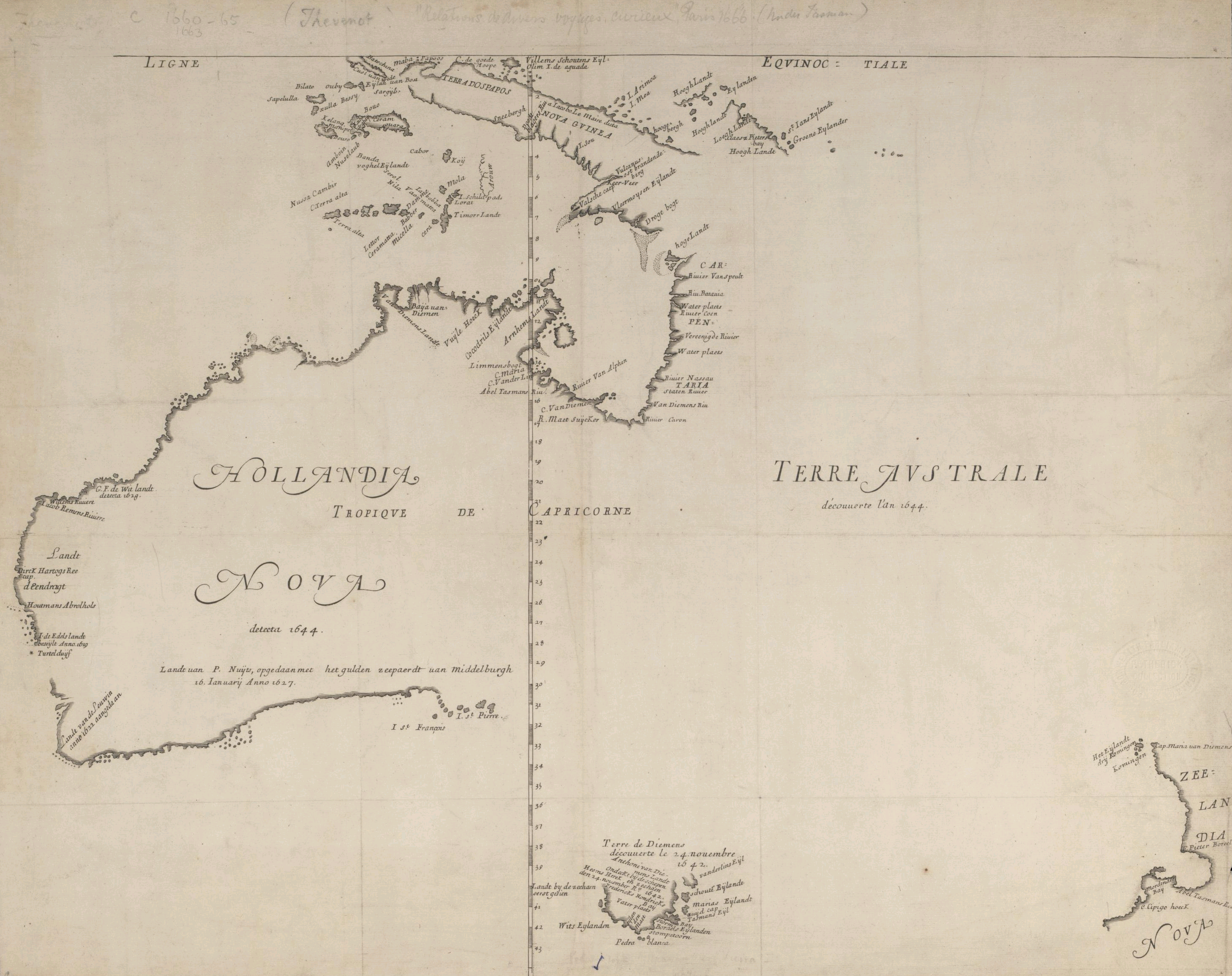
1644年のオーストラリア地図。中央下にタスマニアの南岸、右下にニュージーランドの西岸が記載されている。テラ・アウストラリスの記述が右半分にある。

### 1642-43年の航海
16世紀後半にはオランダによって現在のオーストラリアの西海岸が発見されており「New Holland（新オランダ）」と名付けられていたが、そこが「テラ・アウストラリス（Terra Australis）」という大陸であるかという調査をオランダ東インド会社によって依頼された。
最初はモーリシャスへと航海し1642年9月5日に到着した。当地での船の修復、船員の休養、補給の後10月8日にモーリシャスから出発した。11月24日に現在のタスマニアの西海岸に到達し、オランダ東インド会社総督の名前アントニオ・ヴァン・ディーメンにちなんで「Anthoonij van Diemenslandt（ヴァン・ディーメンズ・ランド）」と命名した。1856年には、イギリスにより発見者タスマンに因みタスマニア島と改名された。
調査の後にタスマニア島から北上しようとしたが風に恵まれず東へ進路をとった。そのためオーストラリア大陸を見逃してしまった。そのまま東へ航行し、12月13日にニュージーランドの南島に到達。タスマンはこの島は南米南端のスターテン島（現在のロス・エスタードス島）の一部と推定し、「Staten Landt」と命名した。その後、北へ進路をとる。ニュージーランドでは水や食料の補給中にマオリ族と争いになり、船員4名と数名のマオリ族の死者が出ている。その場所を「Murderers湾」（現在のゴールデン湾）と命名し、さらに北に航行したが、クック海峡をただの湾と間違え「Zeehaen湾」と命名した。ニュージーランドの南北両島が一つの島であると信じていた。
バタビアへの帰路、1643年1月20日にトンガへその後フィジーへ到達し、ニューギニアの北岸を西進し6月15日にバタビアへ戻った。
ニュージーランド航海の目印として名づけた名前は現在も残っており、マリア・ヴァン・ディーメン岬やスリーキングズ諸島等がある。

### 1644年の航海
2回目の航海は1644年に行われ、ニューギニアの東～南海岸へと周り、ニューギニアとオーストラリアの間のトレス海峡を周り、オーストラリア北海岸に沿って航海。しかし、この航海では有益な大陸や島は発見できず、この後オーストラリア南東のタスマニアやニュージーランド辺りへは、ジェームズ・クックによる発見まで1世紀以上本格的な航海は行われなかった。

## 航海以降
1644年にはオランダ東インド会社よりバタビアの司法局のメンバーに選ばれた。1646年にスマトラを訪れ、1647年にはサイアム（現在のタイ）の王へ会社からの手紙を届けている。1648年にはマニラ近海の銀を輸送中のスペイン船の拿捕に向かうが成功しなかった。1649年には裁判を経ず部下を処刑したとして有罪となり、罰金と資格剥奪となるが1651年には復職しバタビアでの大地主として生涯を終える。